# Castle Clinton
Castle Clinton  is een negentiende-eeuws fort, museum en Amerikaans nationaal monument in Battery Park op het zuidelijkste punt van Lower Manhattan, New York.

## Geschiedenis
De bouw van het fort ving aan in 1808 en werd voltooid in 1811 op het eiland West Battery (soms South-west Battery genoemd), en werd ontworpen door de architecten John McComb Jr. en Jonathan Williams.
West Battery zou Fort Williams op Governors Island, de East Battery, aanvullen om New York te verdedigen tegen Britse troepen vanwege opgelopen spanningen tijdens de wedloop die leidde tot de Oorlog van 1812. De forten werden echter in geen enkele oorlog ingezet. Door afvalaanplempingen werd West Battery uiteindelijk gelinkt met het eiland Manhattan.
Zoals alle historische gebieden die beheerd worden door de National Park Service, werd ook Castle Clinton National Monument op het National Register of Historic Places opgenomen. Dit op 15 oktober 1966.

## Naam- en functiewijzigingen
- West Battery kreeg in 1815 haar huidige officiële naam Castle Clinton, ter ere van de burgemeester van New York, Dewitt Clinton.

- Het Amerikaanse leger stopte het gebruik van het fort in 1821 en het werd aan de stad New York geleased om te dienen als een openbare ontspanningsplaats. Dit werd op 3 juli 1824 geopend onder de naam Castle Garden , de veelgebruikte naam waaronder het voor bijna haar hele bestaan bekend bleef, zelf tot vandaag. Het fort diende afwisselend als promenade, restaurant/biertuin, expositieruimte, opera en theater. Soms werd de openluchtstructuur overspannen om tegemoet te komen aan deze functies.

- Van 1855 tot 1892 was het fort het eerste Emigrant Landing Depot van de Verenigde Staten, waar immigranten wanneer zij de V.S. wilden betreden werden opgevangen om de immigrantenstroom te reguleren en te controleren over de toelating te krijgen de V.S. te betreden als Amerikaanse burgers. In 1892 nam de Federale overheid de controle over het regularisatieproces van migranten over en een grotere en meer afgezonderde faciliteit werd met dit doel opgericht op Ellis Island. Hoewel de meeste immigration records vernietigd werden in een brand op de steiger tijdens de overbrenging naar Ellis Island, wordt algemeen aangenomen dat meer dan 8 miljoen immigranten door Castle Garden gingen.

- Van 1896 tot 1941 werd Castle Garden de plaats van het New York City Aquarium. De bouwer Robert Moses wilde de hele structuur volledig neerleggen, claimend dat dit noodzakelijk was voor de aanleg van een brug. Het publieke protest tegen het verlies van zowel een populaire recreatiepark als een historisch monument belemmerde zijn pogingen om het gebouw af te breken. Het aquarium werd evenwel gesloten en pas in 1957 door Moses heropend op een nieuwe locatie op Coney Island, waar het nog steeds kan bezocht worden.

Tijdens zijn niet-militaire carrière werd het fort sterk veranderd en tot op een hoogte van meerdere verdiepingen overdekt. Het originele gemetselde fort bleef echter bestaan. Nadat het aquarium werd afgedankt werden de meeste aangebrachte structuren verwijderd door de stedelijke Park Commissaris Robert Moses in een gefaalde en controversiële poging om de structuur te vernietigen voor de aanleg van een brug die Lower Manhattan met Brooklyn moest verbinden. Uiteindelijk werd gekozen voor een tunnel, de Brooklyn-Battery Tunnel.

## Aanstelling tot nationaal monument
Castle Garden werd op 12 augustus 1946 als nationaal monument aangesteld, maar de aanstelling werd pas van kracht op 18 juli 1950, toen de legislatuur en de gouverneur van New York Thomas Dewey formeel het eigendom overdroeg aan de federale overheid. Een belangrijk restauratie vond plaats in de jaren 1970. Vandaag wordt het fort beheerd door de National Park Service. Het lijkt sterk op haar oorspronkelijke staat, bevat een museum en wordt weer Castle Clinton genoemd.

## Bekende immigranten
- Edward Bok
- Francisca Xaveria Cabrini
- James J. Davis
- William Fox
- L. Wolfe Gilbert
- Emma Goldman
- Oscar Hammerstein I
- Harry Houdini
- Mary Mallon ("Typhoid Mary")
- Joseph Pulitzer
- Michael Pupin
- Charles Proteus Steinmetz
- Nikola Tesla
- Sophie Tucker
- Bert Williams
- Adolph Zukor

## Castle Garden/Castle Clinton in fictie
- "Castle Garden" door Bill Albert (roman)
- "The Penguin Pool Murder" door Stuart Palmer (roman 1931)
- "The Penguin Pool Murder" (film 1932)
- "The Alienist" door Caleb Carr (roman)
- Een avontuur met een staartje (animatiefilm)
- (en)  National Park Service Castle Clinton